# Adeline Baud-Mugnier
Adeline Baud-Mugnier (ur. 28 września 1992 w Évian-les-Bains) – francuska narciarka alpejska, mistrzyni świata i trzykrotna medalistka mistrzostw świata juniorów.

## Kariera
Po raz pierwszy na arenie międzynarodowej Adeline Baud pojawiła się 26 listopada 2007 roku w Val Thorens, gdzie w zawodach FIS Race zajęła 42. miejsce w gigancie. W 2009 roku zdobyła srebrny medal w tej samej konkurencji podczas olimpijskiego festiwalu młodzieży Europy w Szczyrku. Rok później startowała na mistrzostwach świata juniorów w Mont Blanc, zajmując 50. miejsce w slalomie oraz czternaste w gigancie. Jeszcze trzykrotnie startowała na imprezach tego cyklu, największe sukcesy osiągając podczas mistrzostw świata juniorów w Québecu w 2013 roku, gdzie zdobyła dwa medale. Najpierw zajęła trzecie miejsce w slalomie, w którym wyprzedziły ją tylko Szwedka Magdalena Fjällström oraz Michelle Gisin ze Szwajcarii. Następnie trzecie miejsce zajęła w kombinacji, ulegając jedynie dwóm Norweżkom: Ragnhild Mowinckel i Marii Therese Tviberg. Brązowy medal przywiozła także z rozgrywanych rok wcześniej mistrzostw świata juniorów w Roccaraso. Zajęła tam trzecie miejsce w gigancie, plasując się za Ragnhild Mowinckel i Szwedką Sarą Hector.
W zawodach Pucharu Świata zadebiutowała 23 października 2010 roku w Sölden, nie kończąc pierwszego przejazdu giganta. Pierwsze pucharowe punkty wywalczyła 16 grudnia 2012 roku w Courchevel, zajmując 27. miejsce w tej samej konkurencji. Najlepsze wyniki osiągnęła w sezonie 2014/2015, kiedy zajęła 59. miejsce w klasyfikacji generalnej. W 2014 roku wystartowała na igrzyskach olimpijskich w Soczi, gdzie zajęła 22. miejsce w gigancie, a rywalizacji w slalomie nie ukończyła. Rok później brała udział w mistrzostwach świata w Vail/Beaver Creek, gdzie w gigancie była piętnasta, a w slalomie nie ukończyła drugiego przejazdu. W 2017 roku wspólnie z kolegami i koleżankami z reprezentacji zdobyła złoty medal podczas mistrzostw świata w Sankt Moritz.

## Osiągnięcia

### Igrzyska olimpijskie
| Miejsce | Dzień     | Rok  | Miejscowość | Konkurencja | Czas biegu | Strata | Zwyciężczyni     |
| ------- | --------- | ---- | ----------- | ----------- | ---------- | ------ | ---------------- |
| 22.     | 18 lutego | 2014 | Soczi       | Gigant      | 2:36,87    | +4,04  | Tina Maze        |
| DNF     | 21 lutego | 2014 | Soczi       | Slalom      | 1:44,54    | -      | Mikaela Shiffrin |
| 20.     | 15 lutego | 2018 | Pjongczang  | Gigant      | 2:20,02    | +3,91  | Mikaela Shiffrin |
| DNF2    | 16 lutego | 2018 | Pjongczang  | Slalom      | 1:38,63    | -      | Frida Hansdotter |
| 4.      | 24 lutego | 2018 | Pjongczang  | Drużynowo   | -          | -      | Szwajcaria       |

### Mistrzostwa świata
| Miejsce | Dzień     | Rok  | Miejscowość       | Konkurencja | Czas biegu | Strata | Zwyciężczyni     |
| ------- | --------- | ---- | ----------------- | ----------- | ---------- | ------ | ---------------- |
| 15.     | 12 lutego | 2015 | Vail/Beaver Creek | Gigant      | 2:19,16    | +3,27  | Anna Fenninger   |
| DNF2    | 14 lutego | 2015 | Vail/Beaver Creek | Slalom      | 1:38,48    | -      | Mikaela Shiffrin |
| 1.      | 14 lutego | 2017 | Sankt Moritz      | Drużynowo   | -          | -      | -                |
| 14.     | 16 lutego | 2017 | Sankt Moritz      | Gigant      | 2:05,55    | +2,35  | Tessa Worley     |
| DNF2    | 18 lutego | 2017 | Sankt Moritz      | Slalom      | 1:37,27    | -      | Mikaela Shiffrin |

### Mistrzostwa świata juniorów
| Miejsce | Dzień     | Rok  | Miejscowość       | Konkurencja | Czas biegu | Strata     | Zwyciężczyni            |
| ------- | --------- | ---- | ----------------- | ----------- | ---------- | ---------- | ----------------------- |
| 50.     | 1 lutego  | 2010 | Region Mont Blanc | Slalom      | 1:34,47    | +10,56     | Christina Geiger        |
| 14.     | 5 lutego  | 2010 | Region Mont Blanc | Gigant      | 1:38,34    | +1,50      | Mona Løseth             |
| 13.     | 1 lutego  | 2011 | Crans-Montana     | Zjazd       | 1:32,11    | +1,82      | Lotte Smiseth Sejersted |
| 5.      | 2 lutego  | 2011 | Crans-Montana     | Gigant      | 2:28,27    | +1,92      | Sara Hector             |
| DNF1    | 3 lutego  | 2011 | Crans-Montana     | Slalom      | 1:40,32    | -          | Jessica Depauli         |
| DNF     | 5 lutego  | 2011 | Crans-Montana     | Supergigant | 1:28,23    | -          | Elena Curtoni           |
| 7.      | 1 marca   | 2012 | Roccaraso         | Slalom      | 1:42,69    | +2,28      | Stephanie Brunner       |
| 3.      | 3 marca   | 2012 | Roccaraso         | Gigant      | 2:45,02    | +0,78      | Ragnhild Mowinckel      |
| 17.     | 5 marca   | 2012 | Roccaraso         | Supergigant | 1:06,99    | +0,98      | Annie Winquist          |
| 4.      | 8 marca   | 2012 | Roccaraso         | Kombinacja  | 11,66 pkt  | +21,83 pkt | Ragnhild Mowinckel      |
| 3.      | 21 lutego | 2013 | Québec            | Slalom      | 1:52,10    | +0,54      | Magdalena Fjällström    |
| 4.      | 22 lutego | 2013 | Québec            | Gigant      | 2:22,23    | +0,90      | Lisa-Maria Zeller       |
| 14.     | 24 lutego | 2013 | Québec            | Supergigant | 1:00,89    | +1,71      | Stephanie Venier        |
| 26.     | 26 lutego | 2013 | Québec            | Zjazd       | 1:11,18    | +1,98      | Jennifer Piot           |
| 26.     | 26 lutego | 2013 | Québec            | Kombinacja  | ?          | ?          | Ragnhild Mowinckel      |

### Puchar Świata

#### Miejsca w klasyfikacji generalnej
- sezon 2012/2013: 111.
- sezon 2013/2014: 72.
- sezon 2014/2015: 59.
- sezon 2015/2016: 55.
- sezon 2016/2017: 47.
- sezon 2017/2018: 57.
- sezon 2018/2019: 56.

#### Miejsca na podium w zawodach
Baud nie stawała na podium zawodów PŚ.